# خوان كاميلو سالازار
خوان كاميلو سالازار (بالإسبانية: Juan Camilo Salazar)‏ هو رياضي ولاعب كرة قدم كولومبي، ولد في 29 يونيو 1997 في Zarzal ‏ في كولومبيا. لعب مع نادي ميلوناريوس.

## وصلات خارجية
- خوان كاميلو سالازار على موقع قاعدة بيانات كرة القدم.إي يو (الإنجليزية)
- خوان كاميلو سالازار على موقع Soccerway.com (الإنجليزية)